# Білорусь на Європейських іграх 2019
Білорусь є країною-господаркою Європейських ігор 2019 у Мінську, Білорусь, що проходитимуть із 21 по 30 червня 2019. На минулих Європейських іграх 2015 у Баку, Азербайджан, Білорусь отримала 43 медалі, включаючи 10 золотих. Як приймаюча країна, Білорусь автоматично отримує всі квоти в кожному виді спорту, незалежно від того, яким чином вони проходять кваліфікацію.

## Стрільба
Класичний лук
| Спортмен                                            | Дисципліна                        | Попередній раунд | Попередній раунд | 1/64           | 1/32           | 1/16          | 1/4              | 1/2             | Фінал / БМ            | Фінал / БМ |
| Спортмен                                            | Дисципліна                        | Бали             | Промахи          | Суперник Бали  | Суперник Бали  | Суперник Бали | Суперник Бали    | Суперник Бали   | Суперник Бали         | Місце      |
| --------------------------------------------------- | --------------------------------- | ---------------- | ---------------- | -------------- | -------------- | ------------- | ---------------- | --------------- | --------------------- | ---------- |
| Кирило Фірсов                                       | Індивідуальна першість (чоловіки) | 650              | 21               | Бружіс (LAT)   |                |               |                  |                 |                       |            |
| Павло Далідович                                     | Індивідуальна першість (чоловіки) | 644              | 31               | Шанні (ISR)    |                |               |                  |                 |                       |            |
| Олександр Ляхушев                                   | Індивідуальна першість (чоловіки) | 636              | 38               | Балданов (RUS) |                |               |                  |                 |                       |            |
| Карина Казловська                                   | Індивідуальна першість (жінки)    | 654              | 3                | не брав участі |                |               |                  |                 |                       |            |
| Карина Дзьомінська                                  | Індивідуальна першість (жінки)    | 648              | 8                | не брав участі |                |               |                  |                 |                       |            |
| Ганна Марусава                                      | Індивідуальна першість (жінки)    | 628              | 21               | Куруна (CYP)   |                |               |                  |                 |                       |            |
| Кирило Фірсов Павло Далідович Олександр Ляхушев     | Командна першість (чоловіки)      | 1930             | 7                | Н/Д            | Н/Д            | Н/Д           | Нідерланди L 0–6 | Did not advance | Did not advance       | 5          |
| Карина Казловська Карина Дзьомінська Ганна Марусава | Командна першість (жінки)         | 1930             | 2                | Н/Д            | Н/Д            | Н/Д           | Україна W 5–3    | Німеччина W 6–0 | Велика Британія L 2–6 | 2          |
| Кирило Фірсов Карина Казловська                     | Змішана парна першість            | 1304             | 8                | Н/Д            | не брав участі | Молдова W 6–2 | Нідерланди       |                 |                       |            |

Блочний лук
| Спортсмен                  | Дисципліна                        | Попередній раунд | Попередній раунд | 1/16                   | 1/4             | 1/2             | Фінал / БМ      | Фінал / БМ |
| Спортсмен                  | Дисципліна                        | Бали             | Промахи          | Суперник Бали          | Суперник Бали   | Суперник Бали   | Суперник Бали   | Місце      |
| -------------------------- | --------------------------------- | ---------------- | ---------------- | ---------------------- | --------------- | --------------- | --------------- | ---------- |
| Максим Бан                 | Індивідуальна першість (чоловіки) | 693              | 9                | Рейвенскрофт (GBR)     |                 |                 |                 |            |
| Олена Кузняцова            | Індивідуальна першість (жінки)    | 677              | 14               | Додмон (FRA) L 142–143 | Did not advance | Did not advance | Did not advance | 9          |
| Максим Бан Олена Кузняцова | Змішана парна першість            | 1370             | 8                | Німеччина L 146–155    | Did not advance | Did not advance | Did not advance | 9          |

## Бадмінтон
| Спортсмен                          | Дисципліна               | Груповий раунд              | Груповий раунд         | Груповий раунд      | Груповий раунд | 1/16          | 1/4           | 1/2           | Фінал         | Місце |
| Спортсмен                          | Дисципліна               | Суперник Бали               | Суперник Бали          | Суперник Бали       | Місце          | Суперник Бали | Суперник Бали | Суперник Бали | Суперник Бали | Місце |
| ---------------------------------- | ------------------------ | --------------------------- | ---------------------- | ------------------- | -------------- | ------------- | ------------- | ------------- | ------------- | ----- |
| Олеся Зайцава                      | Одиночний розряд (жінки) | Крістодулу (CYP) W 2–0      | Тан (BEL)              | Косетська (RUS)     |                |               |               |               |               |       |
| Анастасія Чернявська               | Одиночний розряд (жінки) | Корралес (ESP) L 0–2        | де Віш Ейберген (NED)  | Павлінич (CRO)      |                |               |               |               |               |       |
| Олеся Зайцава Анастасія Чернявська | Парний розряд (жінки)    | Жак / Ванденгук (BEL) L 0–2 | Марран / Рюйтель (EST) | Лефель / Тран (FRA) |                | Н/Д           |               |               |               |       |
| Олексій Конах Христина Сіліч       | Змішаний розряд          | Жікель / Дельру (FRA) L 0–2 | Дремін / Дімова (RUS)  | Мегі / Мегі (IRL)   |                | Н/Д           |               |               |               |       |